# Lãng Công
Lãng Công là một xã thuộc huyện Sông Lô, tỉnh Vĩnh Phúc, Việt Nam.
Lãng Công là một xã vùng núi của huyện Sông Lô, có vị trí địa lý:
- phía bắc giáp xã Quang Yên và Đại Phú (Sơn Dương, Tuyên Quang)
- phía nam giáp xã Đồng Quế, Nhân Đạo
- phía Tây giáp xã Hải Lựu
- Phí đông giáp xã Ngọc Mỹ, Đồng Quế

## Hành chính
Lẵng Công gồm 11 thôn: Trường Xuân Hoành Sơn, Tam Đa, Yên Sơn, Thành Công, Phú Cường, Minh Tân, Đoàn Kết, Thống Nhất, Lãng Sơn

## Dân cư
Lãng Công bao gồm các dân tộc Kinh và Dao.Dân tộc Dao chủ yếu sống tại thôn Thành Công. Tuy nhiên sự khác biệt lối sống của người Dao với người Kinh đang dần hẹp lại.
Dân số năm 2019 là 8203 người

## Du lịch
Lãng Công có một số địa điểm thu hút nhiều người trong huyện đến tham quan như: Gò Sim Yên Sơn, Đát Mưa, Hồ Suối Sải , Ngoài ra là một hệ thống núi non khá hùng vĩ với núi Sáng cao 664 mét. 2 cây đa vài trăm năm tuổi .